# Посёлок зверосовхоза (Московская область)

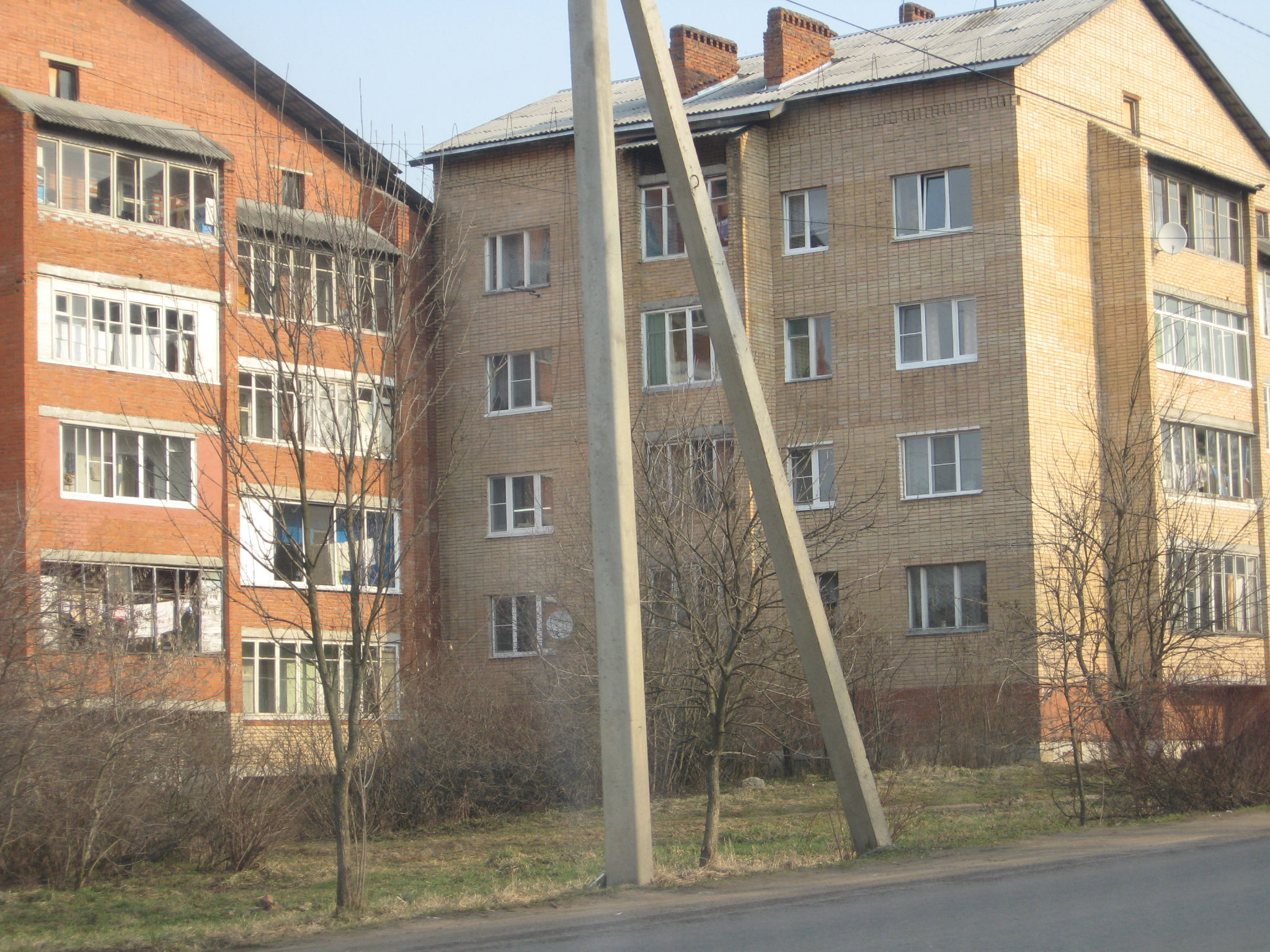
Жилые дома в посёлке

Посёлок зверосовхоза — посёлок в Пушкинском районе Московской области. Население — 2110 чел. (2010).

## Население
| 2002 | 2006  | 2010  |
| ---- | ----- | ----- |
| 2003 | ↘1985 | ↗2110 |

## История
Зверосовхоз — название сугубо «советское» присвоено месту в 1930-е годы. Зверосовхоз находится на Красноармейском шоссе, на одинаковом удалении от крупных городов Пушкино, Красноармейск, Ивантеевка.
Когда-то в поселке была дворянская усадьба Вынорки с «домом-кораблём», похожим на замок и носившим название «Тальгрен». Принадлежала дворянская усадьба известным дворянам Арманд, владельцам пушкинских фабрик, земель и доходных домов.
С 1920 по 1925 год в усадьбе находилась «Сельскохозяйственная опытно-показательная школа-колония» для одарённых детей. Её основала Лидия Арманд.
На территории посёлка в настоящее время существует крупное предприятие по выращиванию пушных зверей и переработке меха — ОАО «Пушкинский племенной завод». Помимо этого есть небольшое хозяйство по производству козьего молока и молочной продукции — ЛПХ «Мирамис»..

## Транспорт
- 21 (ст. Пушкино — Красноармейск)
- 317 (Красноармейск — Москва (м. ВДНХ))